# Franziskusbau

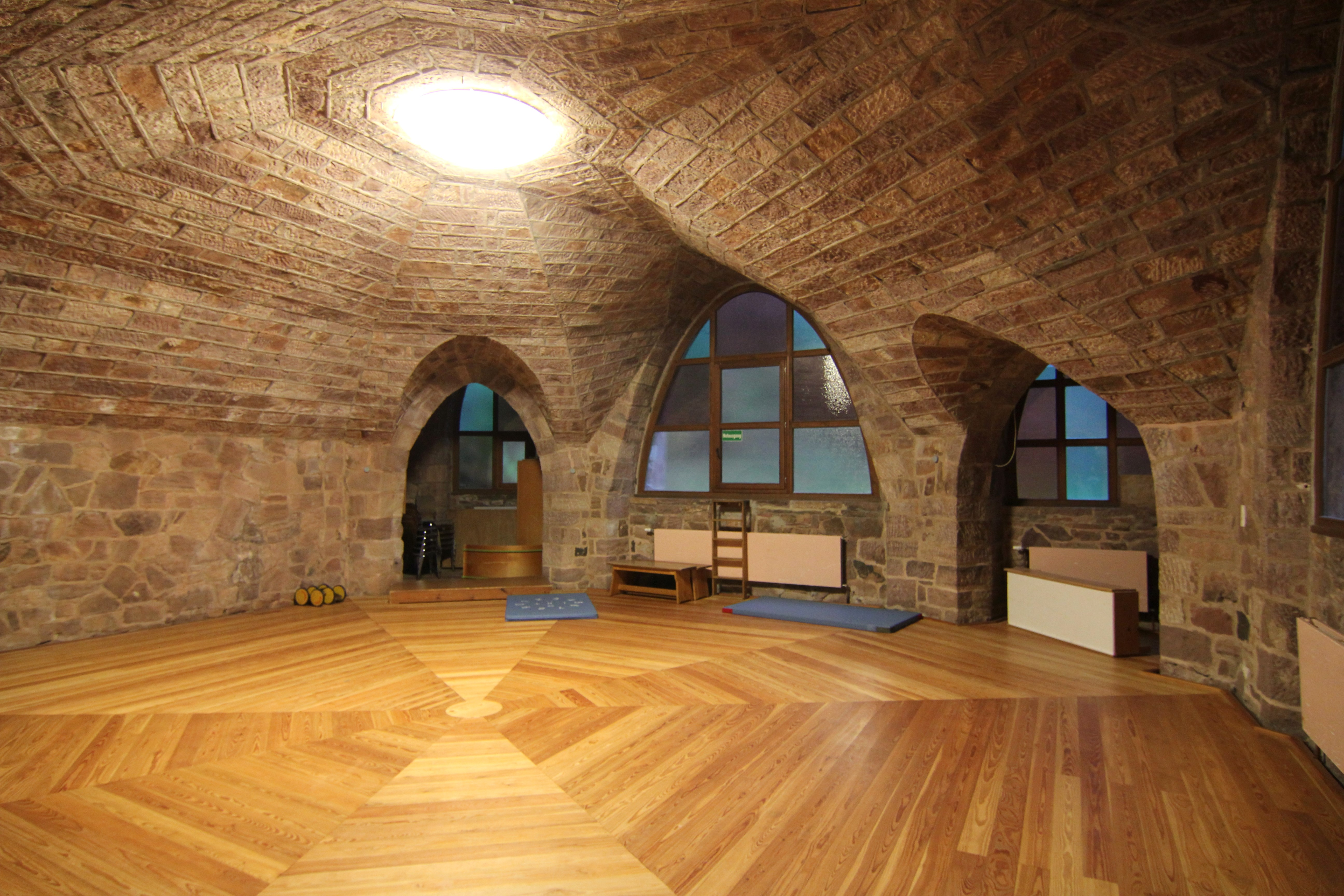
Franziskusbau, Gewölbe im Untergeschoss, errichtet 1928/29

Der Franziskusbau in der ehemaligen Frauen-Siedlung Loheland bei Fulda ist ein Kulturdenkmal im Bereich der Gesamtanlage Loheland. Er wurde in den 1920er Jahren in mehreren Bauabschnitten als Festsaal und Übungsbereich für die Loheland-Gymnastik begonnen und erst in den 1980er Jahren nach abweichendem Entwurf fertiggestellt.

## Lage
Das Gebäude gehört zur Gemeinde Künzell bei Fulda. Die Streusiedlung Loheland liegt auf dem Gemarkungen der Ortsteile Dirlos und Pilgerzell.  Der Franziskusbau befindet sich als „Sakralbau“  der Siedlung abseits des Alltagsbereiches mit Wohn-, Ess- und Arbeitsbereich. Ursprünglich wurde er über einen sehr schmalen Fußweg erreicht, auf dem die Frauen nur hintereinander laufen konnten. Sie sollten sich auf dem Weg bereits in Gedanken auf Kommendes einstimmen bzw. Erlebtes nachwirken lassen.

## Geschichte
Der heutige Franziskusbau hatte einen Vorgängerbau. Im Jahr 1919 translozierte die Loheland-Gemeinschaft die „Tambacher Baracke“, einen einfachen Zweckbau aus Holz von Tambach in Thüringen nach Loheland. Sie wurde als Übungsraum, Kohlelager und Lager für Tanzrequisiten genutzt. Zwei bis drei Schülerinnen wohnten jeweils in einem kleinen Zimmer. Ende November 1923 (hier widersprechen sich die Quellen: Entweder war es am Buß- und Bettag, dem 21. November oder in der Nacht zum Totensonntag, dem 25. November 1923) brannte die Baracke komplett ab. Die Bewohnerinnen konnten sich retten, jedoch verbrannten alle Kostüme für die expressionistischen Tänze. Damit wurden die Gastspiele der Loheländerinnen abrupt eingestellt und keine neuen Tänze und Kostüme mehr entwickelt.

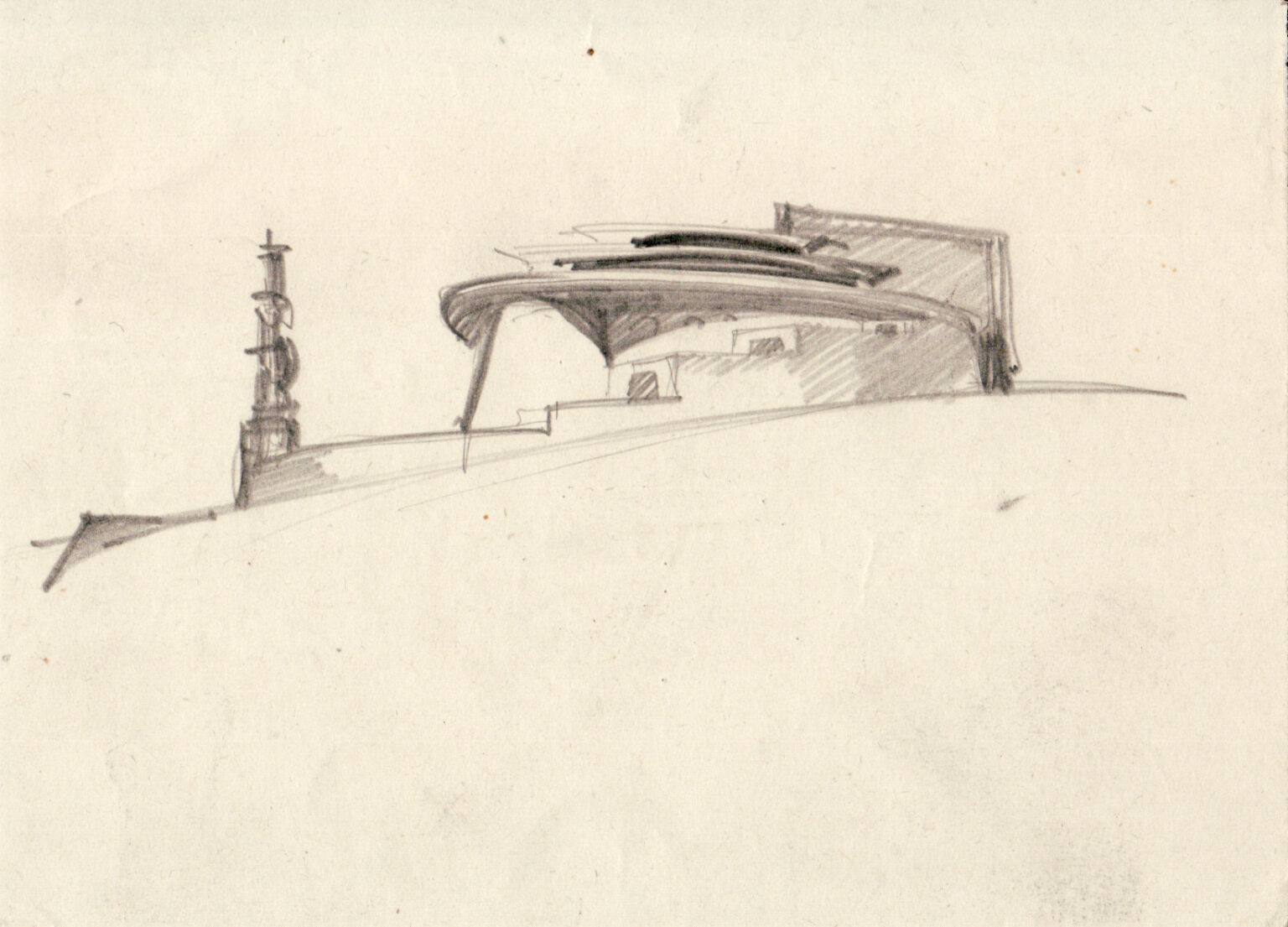
Jock Peters, Skizze für eine Festhalle

Der deutsch-amerikanische Architekt und Hochschullehrer Jakob Detlef „Jock“ Peters (1889–1934) hatte bereits in seiner Zeit in Hamburg Planskizzen für Loheland gefertigt. Darin konzipierte er ein Mehrzweckgebäude aus Speisesaal, Küche, Wohntrakt und Festspiel-Funktion. Aus Los Angeles übermittelte er im Februar 1924 zwei Entwurfsvarianten für ein reines Festspielhaus. Im ersten Entwurf bildet die Bühne mit dem Zuschauerraum einen Kreis, um den sich asymmetrisch ein äußerer Kreis mit Foyer und Garderobe legt. Der Bereich hinter der Bühne öffnet sich nach außen zu einer Spielfläche unter freiem Himmel. Der Architekt entwarf die Sitzplätze in der Neigung des Geländes. Vom Innenraum sollte man in das Tal blicken können. Es gab keinen Orchestergraben, die Musik und die Bühne befanden sich auf dem gleichen Level. Licht sollte es nur von oben geben. Ein Teil der Decke sollte beweglich sein, so dass Sterne gesehen werden konnten. Im zweiten Entwurf liegt im äußeren Oval ein kreisrunder Innenraum mit 120 Plätzen auf 6 Sitzstufen. Die Freilichtbühne ist in dieser Entwurfsvariante aufwändiger und bietet 150 Gästen in 5 Reihen Platz. Die flache Kuppel des Gebäudes erinnert an die Jahrhunderthalle in Breslau von Max Berg aus dem Jahr 1913. Die Entwürfe wurden nicht realisiert.

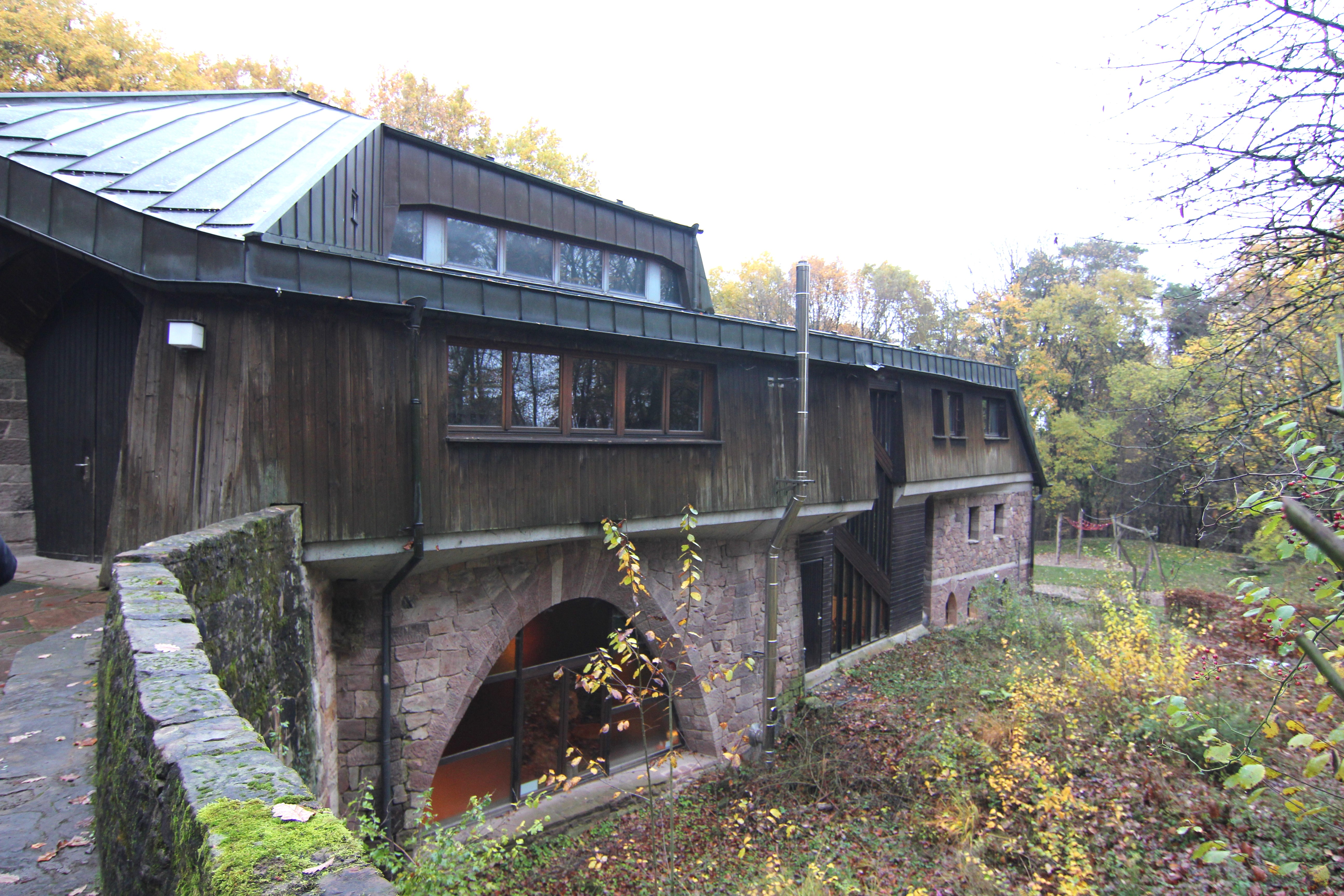
Ansicht SO, Erdgeschoss und Untergeschoss im Bereich des Geländeversprungs, 2022

In den Jahren 1924 und 1925 wurde bei der Brandstelle der Tambacher Baracke der erste Bauabschnitt des Franziskusbaues als Übungs- und Festraum in Sandstein errichtet. Nach Ideen von Louise Langgaard entwarf der Architekt Walther Baedeker ein Gebäude, dass mehrgeschossig an einen Höhenversprung im Gelände angepasst war. Eine „Himmelstreppe“ sollte unten im Wald beginnen und aus der Enge und Dunkelheit auf eine helle Terrasse unter freiem Himmel führen. Es sollten verschiedene Übungsräume und eine Freilichtbühne entstehen. Zuerst wurde der Fest- und Gymnastikraum im Erdgeschoss umgesetzt. Die Grundsteinlegung erfolgte am 29. September 1924. Am 34. Geburtstag von Hedwig von Rohden, dem 10. Dezember 1924, wurde das Richtfest gefeiert. Es war geplant, ein 1925 mit Abstand zum ersten Bauabschnitt errichtetes Heizhaus in den Gesamtentwurf zu integrieren. Auf Grund der Weltwirtschaftskrise blieb das Gebäude jedoch unvollendet. Im zweiten Bauabschnitt 1928/29 realisierte die Loheland-Gemeinschaft lediglich zwei Sandsteingewölbe im unteren Geschoss.
Der unvollendete Bau wurde von den Frauen in Loheland bereits für die Gymnastikschule intensiv genutzt. Für die verschiedenen Feste im Jahresablauf wurden die eindrucksvollen Räume von der Gemeinschaft ausgeschmückt.

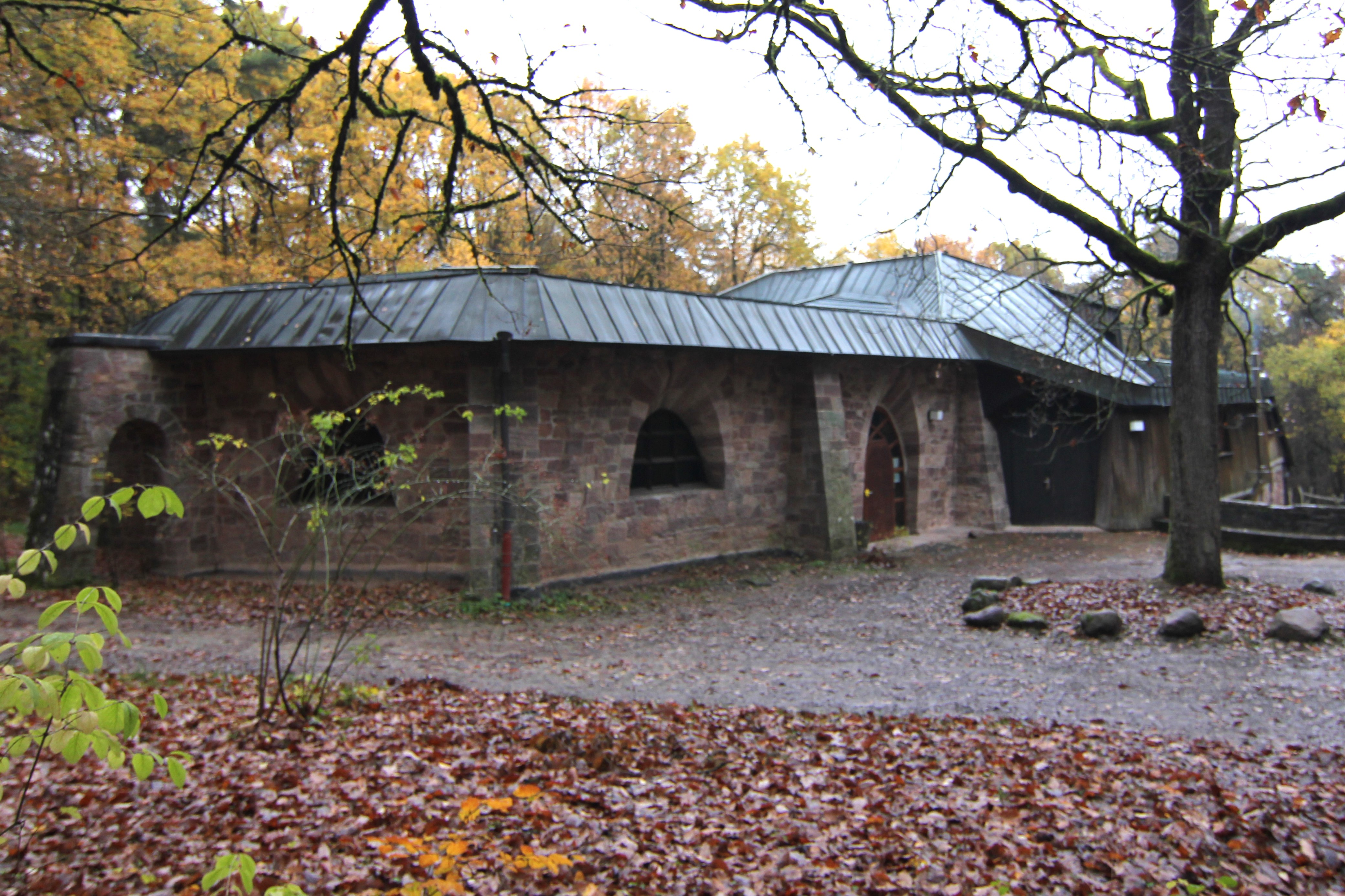
Ansicht SO, Fassade des Saales im Erdgeschoss, 2022

Erst für die Rudolf-Steiner-Schule, eine auf dem Gelände später errichtete Waldorfschule, wurde der Bau in den Jahren 1980 bis 1984 nach den Plänen des Kasseler Architekten Klaus Rennert abgeschlossen. Die Verwendung von Sandstein scheiterte dabei, da das benötigte Steinmaterial nicht in erforderlicher Güte zu beschaffen war. Elemente des ursprünglichen Entwurfs mit der Einbeziehung der Landschaft in das Gebäudekonzept wurden nicht mehr aufgegriffen.
Heute werden die gewölbten Räume im Untergeschoss durch Hortgruppen genutzt.

## Beschreibung
Der Bau wirkt seit der Fertigstellung wie ein wehrhafter Trutzbau. Die ursprüngliche Planung sah einen terrassierten Steinbau vor. Die Fragmente der ersten Bauabschnitte, die in den 1920er Jahren errichtet wurden, lassen sich noch heute an der Steinfassade ablesen, da der Erweiterungsbau aus den 1980er Jahren in den Materialien Holz, Kupfer und Beton ausgeführt wurde. Das erste Raumprogramm und die Ausgestaltung im Stil einer expressiven Architektur wurden jedoch in den 1980ern zu Gunsten einer einfacheren Bauweise aufgegeben.
Das Material Stein war in den 1920er Jahren auf dem eigenen Loheland-Grundstück in einem Steinbruch unterhalb des Kurts-Baus vorhanden. Dieser Stein war sehr weich, so dass er nur im Bereich der Tor- und Fensterbögen mit feinen Mörtelfugen und klaren Kanten verwendet wurde. Flächige Wände wurden in Bruchsteinmauerwerk mit großen Fugen hergestellt. Gewölbe aus Stein mit bogenförmigen Öffnungen werden oftmals mit mittelalterlicher Religiosität assoziiert. Dennoch wurden in der Frauensiedlung keine romanischen Rundbögen oder gotische Spitzbögen verwendet, sondern Parabelformen, wie sie auch von Dominikus Böhm in zeitgleichen Kirchenbauten angewendet wurden. Die kraftvolle Bogenarchitektur der Fassade setzt sich im Inneren lediglich in zwei Gewölben im Untergeschoss fort. Die Gewölbe wurden aus statischen Gründen mit Stahlbeton verstärkt. Der große Festsaal im Erdgeschoss wurde mit einer flachen Betondecke versehen. Dies ergibt sich aus der ursprünglichen Planung, bei der Terrassen über dem Saal entstehen sollten, die über eine inszenierte Treppe erschlossenen wurde.
Das Gebäude ist ein Kulturdenkmal gemäß § 2.1 Hessisches Denkmalschutzgesetz innerhalb der Gesamtanlage Loheland gemäß § 2.2.1 Hessischen Denkmalschutzgesetz.